# Théâtre romain d'Alba Fucens
Le Théâtre romain d'Alba Fucens est un théâtre romain datant du début du Ier siècle, construit au Haut-Empire romain dans l'ancienne ville d'Alba Fucens, site archéologique de la commune contemporaine de Massa d'Albe, dans la province de L'Aquila, dans les Abruzzes,.
Il se trouve à quelques kilomètres de la ville d'Avezzano.

## Historique
Les vestiges du théâtre romain d'Alba Fucens ont été remis au jour à partir des années 1950, période au cours de laquelle des archéologues belges de l'Université catholique de Louvain et du Centre belge de recherches archéologiques en Italie centrale et méridionale  dirigés par Fernand De Visscher et Joseph Mertens a commencé des études topographiques de la région en utilisant également des photographies aériennes pour étudier les différents bâtiments publics et privés de la ville antique d'Alba Fucens.

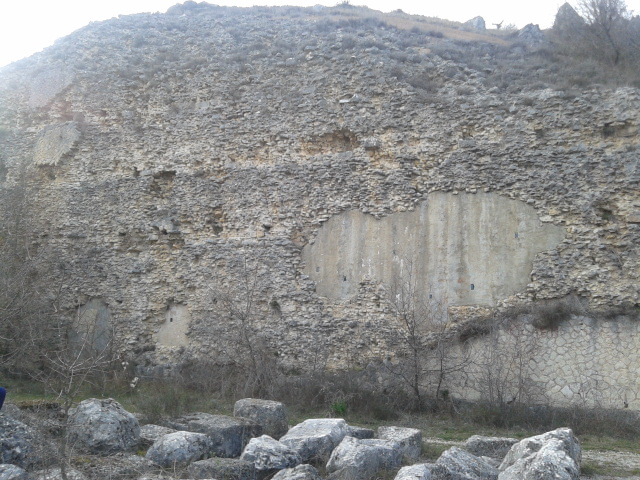
Mur cyclopéen de la terrasse sud.

La structure, remontant vraisemblablement au début du Haut-Empire romain, a très probablement été construite à la suite de l'expropriation de maisons préexistantes ou, plus simplement, de la donation de propriétés privées pour un usage public.
Le théâtre, situé sur le flanc de la colline Pettorino, l'une des trois collines entourant la zone archéologique d'Alba, était situé au-delà des thermes et de la Via dei Pilastri. Il a été partiellement découvert à la suite des campagnes de fouilles lancées par des chercheurs belges et ensuite promues par la Surintendance du patrimoine archéologique des Abruzzes. 
La cavea, dont les traces sont visibles, a été créée à partir du versant rocheux de la colline, tandis que sur les côtés se trouvaient des murs en œuvre mixte, des murs cyclopéens recouverts opus reticulatum, avec des couloirs sur le sol de l'orchestra. La structure semi-circulaire, qui présentait une scène rectangulaire, a été restaurée plus tard à l'époque impériale probablement sous l'usurpateur romain Magnence.
Le théâtre a suivi le sort de la ville romaine, progressivement abandonnée, notamment après un grave tremblement de terre dans la première moitié du VIe siècle et coïncidant avec la domination lombarde de la zone de la Marsica et du Fucin, qui a favorisé le développement du village médiéval d'Albe. 
En 1902, il fut déclaré monument national, avec les autres ouvrages romains de la ville antique.